# Šigeo Jaegaši
Šigeo Jaegaši (24. březen 1933 – 2. květen 2011) je bývalý japonský fotbalista.

## Reprezentace
Šigeo Jaegaši odehrál 45 reprezentačních utkání. S japonskou reprezentací se zúčastnil letních olympijských her 1956, 1964, 1968.

## Statistiky
| Japonsko | Japonsko | Japonsko |
| Roky     | Záp.     | Góly     |
| -------- | -------- | -------- |
| 1956     | 3        | 0        |
| 1957     | 0        | 0        |
| 1958     | 2        | 0        |
| 1959     | 5        | 0        |
| 1960     | 1        | 0        |
| 1961     | 7        | 2        |
| 1962     | 7        | 3        |
| 1963     | 5        | 4        |
| 1964     | 2        | 2        |
| 1965     | 4        | 0        |
| 1966     | 2        | 0        |
| 1967     | 3        | 0        |
| 1968     | 4        | 0        |
| Celkem   | 45       | 11       |